# 아이큐비아
아이큐비아(IQVIA)는 전세계적으로 CRO (Contract Research Organization), 바이오, 의료, 제약, 디지털 및 AI 전략 및 오퍼레이션 경영 컨설팅 분야에서 활동하는 포춘 (Fortune) 500 및 S&P 500 지수 소속 글로벌 기업이다. 본사는 미국 노스캐롤라이나에 위치하며, 전세계 100여 개 국가에 지사를 두고 있다. IQVIA는 전세계에서 약 88,000명의 임직원이 근무하며, 2023년 기준으로 전세계 매출은 약 20조 원, 영업이익은 1.6조 원 이상을 기록하였다. 한국 지사인 IQVIA 코리아는 약 800명의 임직원을 보유하고 있으며, 이 중 임상시험 업무를 담당하는 간호사 등 출신 CRA(Clinical Research Associate) 인력이 600명, 전략 컨설팅 및 경영 업무를 담당하는 의사, 약사, MBB 등 출신 전문 컨설턴트 인력이 200명 정도이다. 세계적으로 많은 기업 및 기관이 IQVIA의 리서치와 시장조사 자료를 활용하며, 특히 신약 및 약물 관련 기사에서 'IQVIA에 의하면'이라는 표현이 자주 등장한다. 이외에도, 다양한 의료 데이터를 보유하고 있어 보다 정확한 자산 평가와 컨설팅 서비스를 제공하고 있다.
IQVIA는 미국 및 글로벌 시장에서 제약 및 바이오/헬스케어 분야의 경영 전략(Strategy) 컨설팅에 특화된 전문성을 가지고 있다.당사 경영컨설팅 (Management Consulting; MC) 팀의 주요 클라이언트로는 제약 및 바이오텍 기업, 대형병원, 의료기기 및 화장품 제조업체, 대기업 지주사, 벤처캐피탈, 사모펀드, 생명보험사 및 OEM 제조업체 등이 있다. 아이큐비아 컨설팅 프로젝트는 주로 신사업 진출 전략, 투자 및 M&A 평가, 시장 분석, 제품 파이프라인의 가치 평가, 시장 접근 전략 등에 집중하며, 연구 및 분석 활동을 통해 실행된다. IQVIA의 MC팀은 국내에서 제약 및 바이오 분야에 깊이 있는 프로젝트를 제공하며, 회사 내부의 전문 데이터를 활용해 새로운 인사이트를 제공한다.　
포춘 500 글로벌의 2023년 '세계에서 가장 칭송받는 기업(World's Most Admired Companies)' 순위에 IQVIA는 2017년부터 6년 연속 선정됐다. 특히 의료, 바이오, 헬스케어(Health care) 분야에서는 2022년부터 연속 1위에 올랐다.

## IQVIA의 역사
1982년, Dennis Gillings가 미국 노스캐롤라이나에서 Quintiles Transnational을 설립했다. 1997년에는 미국 증시에 회사가 상장되었다. 2011년에는 생물분석 연구소인 Advion Biosciences를 인수하였다. 2016년에는 IMS Health와의 합병을 통해 QuintilesIMS를 형성하였고, 2017년에는 현재의 이름인 IQVIA로 변경하였다.

## 사업 영역
1. 임상 연구 (CRO): 의약품 개발을 지원하기 위해 임상 시험 설계, 집행 및 관리를 제공. CRO (위탁연구기관 및 임상시험수탁기관)의 선두주자로서 신약, 세포치료제 또는 의료기기를 개발하는 과정에서 양자간 혹은 다자간 계약을 통해 제약-바이오산업계(고객)에 다양한 서비스를 제공하는 회사를 일컫는는데, 아이큐비아는 해당 분야에서 글로벌을 선도. 전임상CRO, 임상CRO에 의해 제공되는 서비스로는 제품 개발, 독성시험, 환자모집, 전임상부터 임상시험-제품허가까지의 관리, 모니터링, 임상검사 서비스, 데이터 관리 및 통계 분석, 허가용 자료제출을 위한 메디컬 라이팅 등에서 압도적
2. 의료제약 정보 및 기술: 다양한 의료 데이터를 수집, 분석하여 헬스케어 분야의 전략적 의사결정을 지원
3. 전략 (Strategy) 및 오퍼레이션 (Operation) 등 경영 (Management) 컨설팅: 의료 및 생명과학 분야에서의 전략적 컨설팅과 시장 분석을 제공[1]

- IQVIA 웹사이트

1. 1 2  “상반기 임상시험 승인 건수, 1위 아이큐비아 2위 종근당”. 2023년 7월 20일. 2023년 10월 31일에 확인함.
2. ↑  chosun, health. “한국 아이큐비아, 원외시장 분석을 위한 'KNDA' 출시”. 2023년 10월 31일에 확인함.
3. ↑  “IQVIA Named to FORTUNE’s 2023 List of "World’s Most Admired Companies," Ranked #1 in Its Category for the Second Consecutive Year” (미국 영어). 2023년 2월 9일. 2023년 11월 2일에 확인함.